# ベイビー・ラヴ (スプリームスの曲)
「ベイビー・ラヴ」（Baby Love）は、アメリカ合衆国の音楽グループ・ザ・スプリームスが1964年にセカンド・スタジオ・アルバム『Where Did Our Love Go』のために録音した楽曲である。モータウンのメイン・プロダクション・チーム・ホーランド＝ドジャー＝ホーランドによってソングライティングとプロデュースが行われた。
「ベイビー・ラヴ」は、1964年10月25日から1964年11月21日の間、米国ビルボード・ポップ・シングルス・チャートの首位の座にいた。また同時に英国ポップ・シングルス・チャートを制覇した。
この曲は『ローリング・ストーン』誌の「ローリング・ストーンの選ぶオールタイム・グレイテスト・ソング500」324位にランキングされている。

## 参加者
- リード・ボーカル: ダイアナ・ロス
- バックグラウンド/アドリブ・ボーカル: フローレンス・バラード、メアリー・ウィルソン
- 全楽器: ザ・ファンク・ブラザーズ
- フット・スタンプ: マイク・バルバーノ

## チャート
| チャート (1964–65)                   | 最高 順位 |
| ------------------------------------ | --------- |
| オーストラリア                       | 26        |
| オランダ Megaチャート                | 7         |
| ニュージーランド (Lever Hit Parades) | 1         |
| ノルウェー VG-lista                  | 5         |
| UK Singles Chart                     | 1         |
| U.S. Billboard Hot 100               | 1         |
| U.S. Cash Box Pop Singles Chart      | 1         |
| U.S. Cash Box R&B Singles Chart      | 1         |

| チャート (1964) | ランク |
| --------------- | ------ |
| U.S. Billboard  | 33     |
| U.S. Cash Box   | 100    |
| UK              | 28     |

## カバーアーティスト
- ティム・カリー
- ホニー・バネ
- イレイジャー
- エマ・バントン
- Aimer
- Annie Philippe
- 安室奈美恵　「NEW LOOK」としてマッシュアップしてカバー